# Коранський Брієг
45°23′ пн. ш. 15°34′ сх. д. / 45.38° пн. ш. 15.57° сх. д.
Коранський Брієг (хорв. Koranski Brijeg) — населений пункт у Хорватії, у Карловацькій жупанії у складі громади Барилович.

## Населення
Населення за даними перепису 2011 року становило 94 осіб.
Динаміка чисельності населення поселення: